# Streifenbrasse
Die Streifenbrasse (Spondyliosoma cantharus), auch in der Einzahl häufig Streifenbrassen genannt, ist ein Fisch aus der Familie der Meerbrassen (Sparidae), der im Ostatlantik und im Mittelmeer beheimatet ist.

## Merkmale
Die Streifenbrasse hat einen seitlich abgeflachten und hochrückigen Körper und erreicht eine durchschnittliche Körperlänge bis 30 bis maximal 60 Zentimetern. Der Kopf besitzt eine spitze Schnauze mit endständigem Maul. Der Rücken und die Flanken sind hellgrau und metallisch glänzend und besitzen zahlreiche hellere, teilweise unterbrochene Längsstreifen und sechs bis neun dunklere Querbinden. Auf dem Rücken tragen vor allem Jungfische dunklere, häufig blaue Flecken. Die Schwanzflosse ist dunkelgrau.
Die ungeteilte Rückenflosse besitzt 11 harte Flossendornen und danach 11 bis 13 weiche, die Afterflosse 3 harte und 9 bis 11 weiche Flossenstrahlen. Die Bauchflossen sind brustständig.

## Verbreitung
Die Streifenbrasse lebt im Ostatlantik von Norwegen bis Nordafrika sowie im Mittelmeer und selten im Schwarzen Meer. Dabei ist sie auch in den Küstenbereichen der Kapverdischen Inseln und der Kanarischen Inseln anzutreffen.

## Lebensweise
Die Fische sind gesellig und bilden zeitweise große wandernde Schwärme. Sie leben im Küstenbereich vor allem auf Sand- und Felsboden sowie über Posidonia-Wiesen. Die bevorzugte Tiefe liegt zwischen 15 und 50 Metern, selten kann man sie in Wassertiefen bis zu 300 Meter antreffen. Sie ernähren sich von Wirbellosen, meist Kleinkrebsen, sowie von Algen.
Streifenbrassen sind wie andere Meerbrassen, darunter etwa die Rotbrasse (Pagellus erythrinus), so genannte proterogyne Zwitter. Das bedeutet, dass alle Fische als Weibchen geschlechtsreif werden und sich später in Männchen umwandeln. Die Laichzeit der Streifenbrasse liegt im Februar bis Mai. In dieser Zeit schlagen die Milchner (Männchen) kleine Gruben in den Sandboden, in die die Rogner (Weibchen) ihre klebrigen Gelege ablegen. Das Männchen betreibt Brutpflege, indem es die Eier bewacht und ihnen Wasser zufächelt. Nach etwa neun Tagen schlüpfen die Jungfische.

## Systematik
Die Streifenbrasse ist eine von zwei Arten der Gattung Spondyliosoma.

## Verhaltensbiologische Experimente
Forschungstaucher des Max-Planck-Instituts für Verhaltensbiologie überprüften im Bereich der Station de Recherches Sous-marines et Océanographiques (StaReSO) auf Korsika, ob freilebende Streifenbrassen und Bandbrassen Menschen voneinander unterscheiden können. Zuvor hatte es anekdotische Berichte von Tauchern gegeben, die beobachtet hatten, dass die Brassen jenen Tauchern folgten, die im Verlauf von Konditionierungs-Experimenten Futter als Belohnung verteilt hatten, und zwar nach einigen Experimenten auch dann, wenn diese Taucher kein Futter mit sich führten. Andere Taucher wurden von den Fischen ignoriert. Ergebnis: Die Fische beider Arten können in freier Wildbahn Menschen anhand äußerer visueller Merkmale unterscheiden, beispielsweise anhand von unterschiedlich gefärbten Taucherflossen.